# Andy Warhol
Andy Warhol, egentligen Andrew Warhola, född 6 augusti 1928 i Pittsburgh i Pennsylvania, död 22 februari 1987 i New York, var en amerikansk konstnär, grafiker och filmskapare. Han räknas som en av de främsta företrädarna för popkonsten. Han är bland annat känd för avbildningar av konsumtionsvaror och kändisar i silkscreenteknik.

## Biografi

### Uppväxt
Warhol föddes i slutet av 20-talet i Pittsburgh i USA. Han var det tredje barnet av Andrew (1889-1942) och Julia Warhola (1892–1972). De immigrerade från Slovakien till USA 1921.
När han gick i tredje klass drabbades han av danssjuka, som en följd av scharlakansfeber. Han blev intagen på sjukhus och låg där en längre tid. Warhol fördrev tiden med att lyssna på radio, samla på bilder på dåtidens filmstjärnor och måla. Han utvecklade en bundenhet till modern. Senare beskrev Warhol denna period som en milstolpe i sin konstnärliga karriär.

### Utbildning och tidig yrkesverksamhet
Warhol studerade vid Carnegie Mellon University ( då Carnegie Institute of Technology) mellan 1945 och 1949 då han avlade en Bachelor of Fine Arts-examen. Samma år flyttade han med studievännen Philip Pearlstein till New York och fick jobb som reklamtecknare för magasinen Vogue och Harper's Bazaar. Warhols framgång i reklambranschen gav honom bland annat den prestigefyllda Art Directors Club Medal 1957. Redan under denna tid ställde han ut verk.

### Konstnärligt genombrott och senare verksamhet
Warhol övergav 1962 sina kommersiella uppdrag för att bli konstnär. Hans genombrott kom samma år i genren popkonst. Från 1963 ägnade sig Warhol även åt experimentell film. 1968 blev han skjuten av Valerie Solanas, vilket fick påtagliga följder för hela hans verksamhet. Efter en lång konvalescens började Warhol åter ställa ut sin konst, från 1972 och fram till sin död 1987. Warhol är representerad i de flesta av världens mest betydande konstsamlingar.

### Mordförsök
Andy Warhol blev den 3 juni 1968, skjuten i sin studio, av skribenten Valerie Solanas. Solanas hade tidigare kontakt med Warhol och var skådespelare i hans film “I, a Man”. Warhol som tidigare den dagen vägrat att släppa in Solanas i sin studio, fick livslånga skador av beskjutningen och fick bära en speciell korsett resten av sitt liv. Solanas som blev gripen dagen efter försvarade sig med orden ”[Warhol] had too much control over my life”). Efter detta visade det sig att hon hade schizofreni. Beskjutningen av Warhol fick en stor inverkan på hans karriär och verk, han sa själv att han innan skjutningen kände att han tittade på världen som igenom en tv, att han inte riktigt var närvarande och att han efter skjutningen hade “bytt kanal”.

### Död
Andy Warhol avled vid 58 års ålder i New York efter en rutinmässig gallblåseoperation. Warhol led av läkar- och sjukhusskräck, så han drog sig för att få sina återkommande gallblåseproblem åtgärdade. Efter operationen tillstötte hjärtinfarkt eller en kollaps av lungorna. Vid hans begravning i födelseorten Pittsburgh var bara nära familjemedlemmar närvarande. I en mässa för konstnären i Saint Patrick's Cathedral i New York deltog över 2 000 sörjande.
Warhol ägde vid sin bortgång så många föremål att det tog Sotheby's nio dagar att auktionera ut dödsboet, som slutligen värderades till över 20 miljoner dollar. Med delar av auktionens intäkter inrättades en stiftelse, Andy Warhol Foundation for Visual Arts.

### Utmärkelser
Asteroiden 6701 Warhol är uppkallad efter honom.

## Konstnärskap

### Före 1962
När Warhol hade avlagt sin konstexamen vid universitetet 1949, flyttade han till New York för att påbörja sin karriär som kommersiell illustratör. Det var under den här perioden som han tog bort sitt "a" från Warhola. Han fick jobb på tidskriften Glamour, och blev den mest framgångsrika kommersiella illustratören på 1950-talet. 
Under sin utbildning utvecklade Warhol en tidskrävande teknik att överföra bläck mellan papper som han kallade "blotted line". Han vann flera priser för sin originella stil, där han använde tekniken ihop med gummistämplar för att skapa egna målningar.
Som reklamtecknare överförde Warhol teckningar till flera papper som sedan kunde färgläggas med vattenfärg. Från 1952 lät han även assistenter reproducera. Utöver reklamen illustrerade han böcker, gjorde teckningar och blotted line-teckningar färglagda med akvarellfärg eller bladguld.
Warhol fortsatte att använda reklamens teknik och bildspråk i sina verk. Hans tidiga målningar utgjordes av stiliserade serierutor eller annonser. Han framställde även verk med gummi- och trästämplar och schabloner vilka så småningom ledde fram till silkscreen-tryck/serigrafi på duk.

### Bildkonst
Från det konstnärliga genombrottet 1962 består Warhols bildkonst till stor del av porträtt, olika former av reproducerade dokumentära bilder och bilder av konsumtionsvaror.
Han gjorde bilder av Campbell's-burkar och trälådor, tryckta som transportkartonger till konstverk och menade att skönhet och vitalitet fanns till salu i närbutiken, som till exempel soppburkar och tvålull. Ett annat tidigt motiv är dollarsedlar.
De flesta verken har fotografier som förlagor: "Disaster" bilderna återger skrämmande motiv som bilolyckor och elektriska stolen. Han sade: Du skulle bli förvånad över hur många som vill hänga en elektrisk stol på vardagsrumsväggen, särskilt om bakgrundsfärgen matchar gardinerna.. Ett annat återkommande motiv är blommor. Även fotografier av kända personer som Marilyn Monroe, Jacqueline Kennedy och senare Mao Zedong användes som schabloner. I många fall reproduceras schablonen flera gånger på samma duk.

### Grafik
Efter att 1962 ha börjat med silkscreentryck, gav Warhol ut grafik varje år fram till sin död 1987. Denna produktion bestod huvudsakligen av serigrafier med samma motivkretsar som verken på duk. De första åren sökte han ofta nya vägar och ritade soppburkar på papperskassar och kor tryckta på tapetpapper. Ibland signerades verken med stämpel. Under 70-talet blev trycket mer sofistikerat, han började också använda diamantpulver.

### Film
Från 1963 och framåt skapade eller medverkade han i filmer producerade i den egna studion The Factory. Studion blev även ett slags tillhåll för New Yorks bohemer. Warhol dokumenterade allt med sin filmkamera eller på polaroid. Många kända personer blev filmade under dessa så kallade Screen Tests, bland andra Mick Jagger, Bob Dylan, Marcel Duchamp och Salvador Dalí.
Warhol skapade hundratals liknande filmer som alla realiserades enligt samma procedur. Personen fick sätta sig på en stol, sedan tändes starkt ljus, filmtagningen påbörjades och Warhol lämnade platsen. Det tog flera minuter innan Warhol kom tillbaka och personen var ensam framför objektivet. Resultaten var därför helt olika, vissa personer försökte hela tiden att vara coola, andra blev nervösa. Andra filmer av Warhol dokumenterade under flera minuter eller timmar hur andra män sover eller äter.
Warhol utsattes 1968 för ett mordförsök av Valerie Solanas. Han skadades svårt och återhämtade sig aldrig helt från skadorna. Historien om våldsdådet återspeglades 1996 i filmen I Shot Andy Warhol. Efter attentatet lämnade Warhol regin till sin medarbetare Paul Morrissey, men stod själv som regissör, för att filmerna skulle få mer publicitet. I stort sett är det dessa filmer som Warhol är känd för i Amerika och Europa.

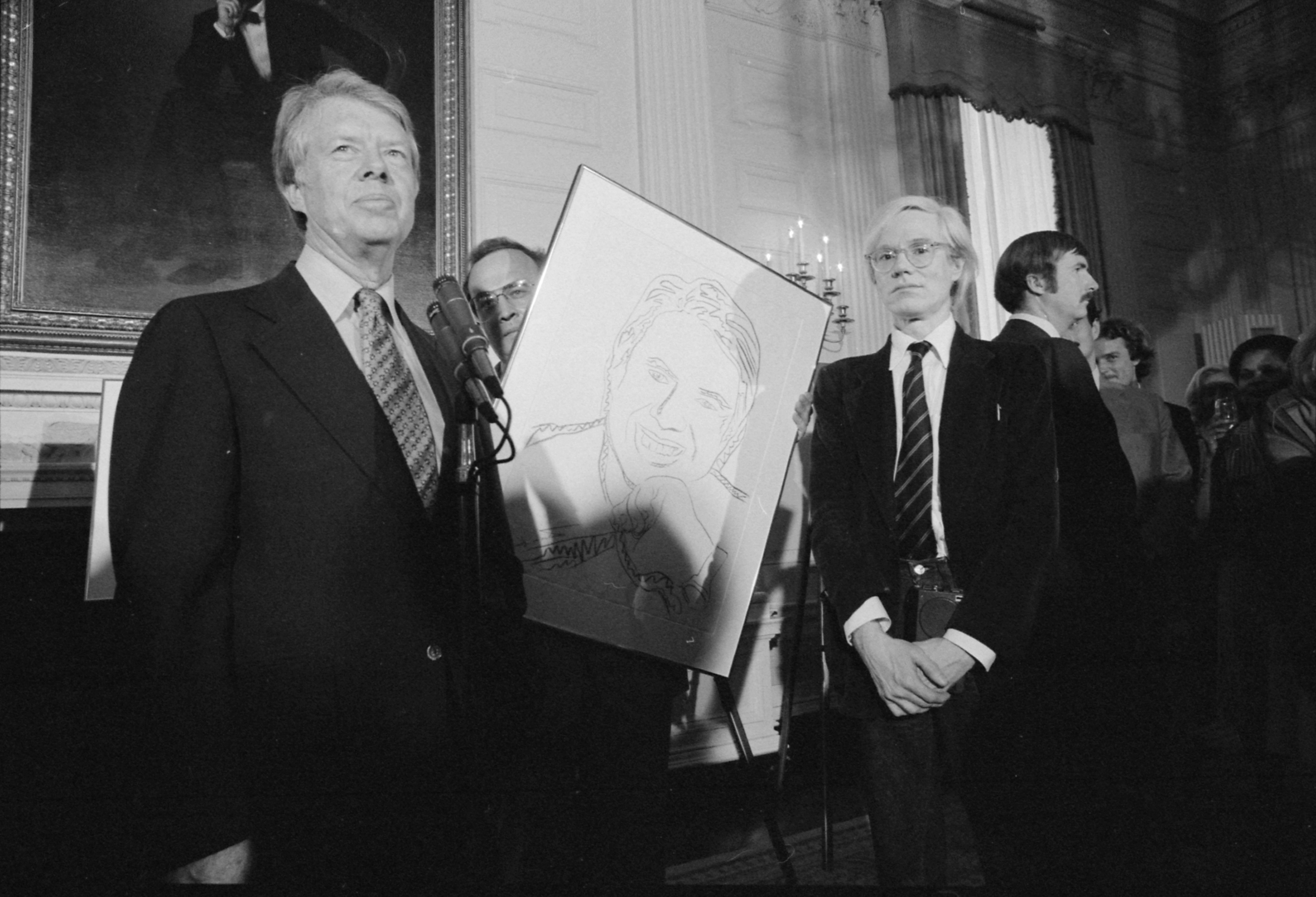
Andy Warhol (till höger) tillsammans med president Jimmy Carter 1977.

Enligt uppskattningar av Whitney Museum of American Art skapade Warhol under hela sitt liv cirka 400 Screen Tests, nästan 280 andra filmer och över 4 000 videor.
Warhol var under 1980-talet aktiv i flera TV-shower, reklamfilmer och musikvideor. Bland annat gjorde han framträdanden i TV-såpoperan The Love Boat och i filmen Tootsie. Han medverkade i musikvideor av The Cars och Curiosity Killed the Cat. I New Yorks lokal-TV hade han i över fem år en egen show, Andy Warhol’s Fifteen Minutes. Förutom sina egna och Morrisseys filmer producerade han även två långfilmer som regisserades av Ulli Lommel.

### Andra konstprojekt
Andy Warhol arbetade med en mängd olika saker under sin livstid, till exempel var han producent för rockgruppen Velvet Underground. 1967 gjorde han skivomslaget till deras första skiva, med en banan på.  Warhol användes som konstnär till skivomslaget då hans kändisskap skulle öka försäljningen av skivan. Men det visade sig att det inte hjälpte, och gruppen sålde bara 30 000 kopior på fem år. (2.) Bananen blev dock ett väldigt känt motiv, och 2012 stämde Velvet Underground Andy Warhol-stiftelsen för att de tryckt upp mobilskal och annat med bananen på.  För bandets konserter skapade han en ny ljusshow med element som idag är vanliga, till exempel stroboskop och discoboll.
Warhol skrev även en bok (A: A Novel) och 1971 uppfördes hans teaterpjäs Pork för första gången i New York och London. Pjäsen bygger på telefonsamtal mellan Warhol och skådespelerskan Brigid Berlin. I pjäsen framställs flera av hans följeslagare på ett ofördelaktigt vis.

## Verk och utställningar

### Utställningar i Sverige

#### Moderna Museet, 1968
1968 organiserade Pontus Hultén den första stora Warhol-utställningen i Europa på Moderna Museet i Stockholm.

#### Warhol på Liljevalchs i Stockholm
Den 2 oktober 2004 till den 9 januari 2005 ställde Liljevalchs konsthall, i samarbete med Kunstpalast i Düsseldorf, Kunstmuseum Liechtenstein i Vaduz samt Musée d'Art Contemporain i Lyon ut flera av Warhols verk under utställningsnamnet "Andy Warhol: The Late Work".

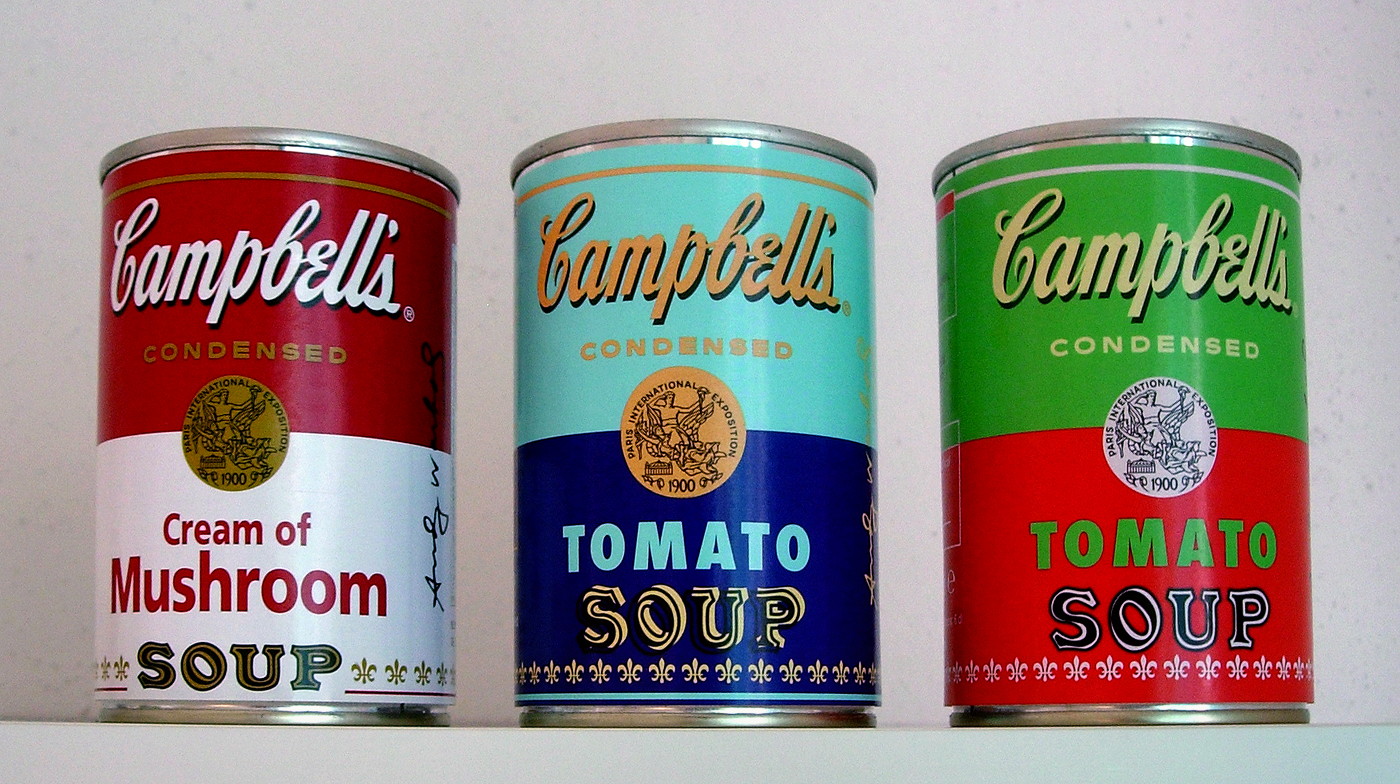
Campbell's soppburkar, Special edition med Andy Warhols signatur.

### Konstnärliga verk i urval
- Elvis Presley (1962) (silkscreen)

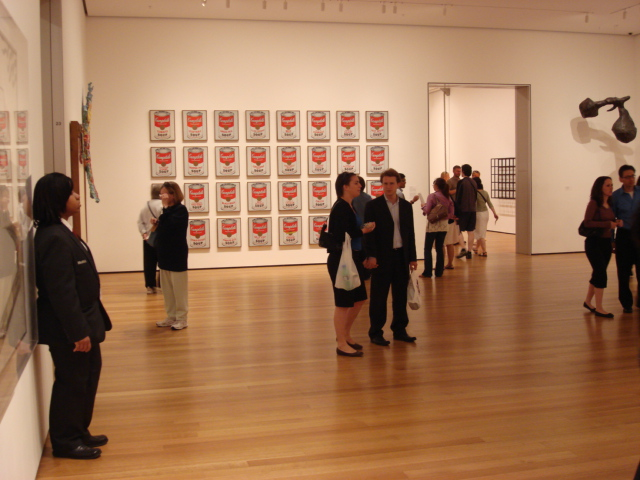
Campbell's Soup Cans (1962)

- Marilyn Diptych (1962) (silkscreen)
- Electric Chair (1963) (silkscreen)
- Elizabeth Taylor (1962-1965) (silkscreen)
- Campbells soppburkar (1962-1965) (silkscreen)
- Brillo Box (1964) (silkscreen)
- Cow Wallpaper (1966) (silkscreen), för den första stora retrospektiva utställningen 1968 på Moderna Museet tapetserades byggnadens utsida med motivet.
- Silver Clouds (1966) (konst i rörelse)
- Shadows, Oxidation Paintings (1978)
- Joan Collins (1985) (silkscreen)

Warhol finns representerad vid bland annat Göteborgs konstmuseum och Moderna Museet.

### Filmografi i urval
- Sleep (1963)
- Blow Job (1963)
- Byggnader -imperium (1964) (originaltitel: Empire
- Chelsea Girls (1966)
- Flesh (1968)
- Lonesome Cowboys (1969)
- Trash (1970)
- Andy Warhol's Frankenstein (1973)